# Персонална асистенција
Персонална асистенција је услуга која омогућава особама са тешким инвалидитетом да постану потпуно равноправни грађани и  несметано функционишу као и свака друга особа која нема инвалидитет. Пре радног ангажовања особа која жели да се бави овим послом мора да прође обуку, чиме стиче звање персоналног асистента, односно личног пратиоца.

## О персоналној асистенцији
Услуга персоналне асистенције доступна је лицима са инвалидитетом са процењеним првим и другим степеном подршке, односно лицима која остварују права на увећан додатак за туђу негу и помоћ. Улога персоналног асистента је пружање одговарајуће индивидуалне и практичне подршке, која је кориснику неопходна за задовољавање личних потреба и укључивање у образовне, радне и друштвене активности у заједници, ради успостављања што већег нивоа самосталности.    
Активности и услуге персоналног асистента усмерене су на одржавање и унапређење квалитета живота корисника у зависности од потреба и капацитета за самостално обављање одређених активности, као и могућности породице као што су:
1. Помоћ у одржавању личне хигијене у задовољавању основних потреба,
2. Помоћ у одржавању хигијене стана, обављању свакодневних активности,
3. Помоћ при устајању, премештању, кретању у и ван корисниковог дома, радног места, места где се обављају друштвене и образовне активности, помоћ при коришћењу превоза (градског и личног превоза),
4. Помоћ при коришћењу и хигијенском одржавању терапеутских помагала и пружање здравствених услуга (одлазак на контролне прегледе, узимање прописане терапије),
5. Помоћ приликом комуникације (логопедско - дефектолошке вежбе), социјалним контактима и задовољавању социјалних , културно - забавних и других програма,
6. Помоћ при обављању различитих свакодневних, радних, образовних и друштвених активности ( одлазак на посао ,на предавања, спортске културно - забавним активностима). Један персонални асистент према правилу може да пружа услуге само једном кориснику.

### Персонална асистенција за одрасле
Услуге персоналне асистенције доступне су пунолетним лицима са инвалидитетом са процењеним првим или другим степеном подршке, која остварују право на увећани додатак за туђу негу и помоћ, имају способности за самостално доношење одлука, радно су ангажована или активно укључена у рад различитих удружења грађана, спортских друштава, политичких партија и других облика друштвеног ангажмана, односно укључене су у редовни или индивидуални образовни програм. Услуга персоналне асистенције остварује се кроз активности којима се, у складу са сврхом услуге, а у зависности од идентификованих потреба корисника, обезбеђује практична помоћ и подршка.

### Персонална асистенција за децу
Лични пратилац доступан је детету са инвалидитетом, односно са сметњама у развоју, коме је потребна подршка за задовољавање основних потреба у свакодневном животу у области кретања, одржавања личне хигијене, храњења, облачења и комуникације са другима. Услов је дете похађа школу, када му је ова услуга доступна до краја редовног школовања, укључујући завршетак средње школе. Сврха ангажовања личног пратиоца је пружање детету практичне подршке ради укључивања у редовно школовање и активности у заједници и успостављања што већег нивоа самосталности. Један асистент пружа услуге једном детету.

## Обука персоналног асистента

### Услови
Персонални асистент не може  бити сродник у првој линији као ни рођени брат ни сестра, односно брат или сестра по оцу или по мајци корисника.  
Персонални асистент који је ангажован у раду са једним корисником услуга, може бити радно ангажован најмање 20, а максимално 40 сати недељно, у зависности од потреба корисника услуга а у складу са одредбама о радном времену из закона којим су утврђени радни односи.
Да би неко постао персонални асистент потребно  је да има завршену минимум средњу школу и да прође обуку код акредитованих стручњака за рад са особама ометеним у развоју. 

### Основна обука
Полазници на обуци имају прилику да се информишу о врло важним доменима  персоналне асистенције, као што су:
1. језик инвалидности,
2. људска права,
3. људске потребе и квалитет живота,
4. дискриминација,
5. ненасилна комуникација
6. ненасилно решавање конфликтних ситуација нарочито у присуству лица са инвалидитетом
7. врстама инвалдности
8. техникама пружања подршке
9. техникама пружања подршке приликом коришћења ортопедских и других помагала

### Додатна обука
Такође у склопу обуке полазници стичу и следећа сазнања о исто тако врло важним доменима персоналне асистенције као што су: 
1. Вештине  комуникације и овладавање техникама у комуникацији са децом са сметњама у менталном развоју,
2. Утврђивање критеријума за формирање група ради заједничког и ефективнијег рада са особама са сметњама у развоју,
3. Креирање плана третмана са групама корисника,
4. Тимски рад у реализацији  планираних садржаја,
5. Савладавање методологије у раду са особама са сметњама у развоју,
6. Креирање активности и радионица у складу са потребама и могућностима особа са сметњама у развоју,
7. Упознавање са практичним функционисањем особа са сметњама у развоју и њиховим породицама.

### Циљна група за обуку
Циљна група која се  едукује за персоналну асистенцију су: 
1. Волонтери,
2. Будући неговатељи (неговатељице),
3. Герантодомаћице,
4. Пословни асистенти,
5. Педагошки асистенти,
6. Родитељи деце са сметњама у развоју (деца оболела од аутизма, церебралне парализе, мишићне дистрофије)
7. Сви они који желе да својим директним радом помогну и/или да раде са особама са развојним сметњама и /или са децом са психо-моторним сметњама у развоју.

### Област на коју се програм обуке односи, крајњи корисници и сврха
Можемо рећи да  је сврха програма пружања помоћи од стране персоналног асистента,пружање подршке особама са сметњама у развоју које су уједно једна од најугроженијих и маргинализованих група у нашем друштву. Међу њима,међу најугроженије се сматрају особе  са сметњама у менталном  развоју, које не могу самостално да се изборе за задовољење својих најосновнијих права.                                                                                                                                                                                                                  